# Дени Бојл
Данијел Франсис Бојл (енгл. Daniel Francis Boyle; Манчестер, 20. октобар 1956), познатији као Дени Бојл (енгл. Danny Boyle), енглески је филмски и позоришни редитељ, продуцент и сценариста. Његов дебитантски филм Мало убиство међу пријатељима освојио је Бафту за најбољи британски филм. Међу истакнутим филмовима овог редитеља налазе се Трејнспотинг, Плажа, 28 дана касније, Милионер са улице.

## Биографија
Дени Бојл рођен је 20. октобра 1956. године у области Ширег Манчестера. Дете је ирских миграната из Голвеја. Родитељи су га одгајали као католика, али он се сада изјашњава као спиритуални атеиста. Био је црквени помоћник 8 година и његова мајка је планирала да га преусмери ка уписивању теологије. Од тог занимања је одустао на препоруку попа са којим је радио. 
 “Не знам да ли је хтео да ме сачува од свештенства, или свештенство од мене. Убрзо након одустајања почео сам да се бавим драмском уметношћу. Мислим да постоји веза између та два. Разни редитељи- Мартин Скорсезе, Џон Ву, М. Најт Шјамалан- сви су умало постали попови. Постоји нешто заиста театрално у том позиву. Заправо је то исти посао- губиш време скакучући около говорећи људима како да размишљају.
Студирао је на колеџу у Бостону и завршио је енглески језик и драмску уметност на Бангор колеџу Универзитета у Велсу. Током студија забављао се са глумицом Франс Барбер. Покровитељ је разних удружења за образовање младих и промоцију уметности. Међу њима се истичу центар за интернационалну савремену уметност, филм и позориште Home у Манчестеру од 2012. године и школа за филм и медије основана у Манчестеру 16. фебруара 2017.године. Има троје деце, Грејс, Кејтлин и Габријел Бојл. Бојл је одбио витешку титулу коју му је понудила краљица Елизабета II након приређеног спектакла на отварању Олимпијских игара.

## Каријера

### Позориште
Након завршетка студија позоришну каријеру започиње у Joint Stock Theatre Company, након чега прелази у Royal Court Theatre 1982. године. Тамо је режирао представе Геније по сценарију Хауарда Брентона и Спашени Едварда Бонда. У новембру 2010. године ради на представи Дечји монолози која се играла само једном. Међу глумцима су се нашли сер Бен Кингсли, Бенедикт Камбербач, Том Хидлстон, Џема Артертон и Еди Редмејн. Режирао је Франкенштајна у британском Националном позоришту 2011. године. Ова продукција приказана је уживо у биоскопима у оквиру пројекта Национална позоришта уживо, 17. марта 2011. године. Бојл је био креативни ума иза церемоније отварања летњих Олимпијских игара у Лондону 2012. године под називом Острво чуда. Церемонија је садржала разне аспекте Британске културе, укључујући Британску револуцију и доприносе књижевности, музици, филму и технологији. Критике су углавном биле позитивне, како унутар Британије тако и интернационално.

### Телевизија
Бојл је почео да ради на телевизији 1987. године као продуцент за Би-Би-Си Ирска. Тамо је, између осталог, продуцирао контроверзни филм Алана Кларка Слон. Као режисер радио је на продукцијама Ни Бог није довољно мудар, За веће добро, Скаут као и две епизоде Инспектора Морза. Режирао је два филма за Би-Би-Си- Усисавати потпуно го у рају и Проститутка. Био је гост у емисији Топ Гир.

### Филм
Интересовање за филм код Бојла се јавило након што је погледао Апокалипса данас. 
Потпуно ми је испразнио мозак. Био сам момак у двадесетима који је живео далеко од центра културних дешавања. Мој мозак није био храњен културом на онај прави начин како уметност треба. Био је испран снагом филма. Због тога филм остаје средство младог човека, без обзира на све остало што радимо.
Први Бојлов филм била је мрачна комедија Мало убиство међу пријатељима (1995). Био је комерцијално најуспешнији филм 1995. године са чак 11 номинација за разне филмске награде. Овим филмом започео је сарадњу са глумцем Јуаном Макгрегором. У интернационалне сфере пласирао га је Трејнспотинг (1996), адаптација истоименог романа Ирвина Велша. Филм је фантастичан приказ групе пријатеља средње класе из Единбурга зависних од дроге, без глорификовања исте. Међу глумцима, поред Јуана Макгрегора налазе се и Јуен Бремнер, Џони Ли Милер, Кевин Мекид, Роберт Карлајл и Кели Макдоналд. Доживео је огроман успех зарадивши више од 16 милиона долара у САД и добивши номинацију од Академије за најбољи адаптирани сценарио. Следећи пројекат био је Сасвим необичан живот (1997) у ком сарађује са Јуаном трећи пут. Њему се придружују Камерон Дијаз и Холи Хантер. Напредовањем на веће продукције, следећи Бојлов пројекат био је Плажа (2000) са Леонардом Дикаприом и Тилдом Свинтон. Дикаприов лик (Ричард) путује Тајландом и сазнаје да постоји острво налик рају. Након што га пронађе, бива затечен чудним поретком у ком живи тамошња популација. Критике су биле помешане што је довело до слабе зараде на домаћем нивоу, док је филм интернационално зарадио преко 100 милиона долара. Мала промена стила види се у пост-апокалиптичном пројекту 28 дана касније (2003). Радња је смештена у Лондон у ком главни лик, ког тумачи Килијан Мерфи, покушава да преживи зомби апокалипсу. Овај филм побрао је одличне критике и прошао са зарадом од преко 82 милиона долара. У филму Милиони (2004) Бојл је причу приказао из перспективе дечака од осам година коме падне велика количина новца са неба. Највећи комерцијални успех Дени доживљава са филмом Милионер са улице (2008). Дев Пател глумио је младог човека сиромашне позадине који добија прилику да се такмичи у емисији Желите ли да постанете Милионер?. Снимање филма трајало је годину дана на локацијама у Мумбају. Мешајући жанрове, Милионер са улице садржи аспекте комедије, драме и романсе. Интернационално је зарадио преко 330 милиона долара и добио чак 10 номинација за награду Оскар. Освојио је 8, укључујући оне за режију и најбољи филм. Наредна два пројекта окупила су талентовану екипу младих глумачких нада. Филм 127 сати(2010) са Џејмс Франком у главној улози приказао је борбу за живот човека заробљеног у дивљини. Базиран је на аутобиографији Арона Ралстона и добио је 6 номинација за награду Оскар. У 2013. години сарађивао је са Џејмсом Макавојем и Росарио Досон на филму Транс. Пажњу је 2015. године привукао снимивши биографију првог човека Епла под називом Стив Џобс. Мајкл Фасбендер нашао се у главној улози. Коренима се вратио 2017. године када је режирао Т2, наставак филма Трејнспотинг са оригиналном глумачком поставом.

## Филмографија

### Филмови
| Година | Филм                            | Редитељ | Продуцент | Сценариста | Белешке           |
| ------ | ------------------------------- | ------- | --------- | ---------- | ----------------- |
| 1994   | Мало убиство међу пријатељима   | Да      |           |            |                   |
| 1996   | Трејнспотинг                    | Да      |           |            |                   |
| 1997   | Град близанаца                  |         | Да        |            | Извршни продуцент |
| 1997   | Сасвим необичан живот           | Да      |           |            |                   |
| 2000   | Плажа                           | Да      |           |            |                   |
| 2002   | 28 дана касније                 | Да      |           |            |                   |
| 2004   | Милиони                         | Да      |           |            |                   |
| 2007   | Сунце                           | Да      |           |            |                   |
| 2007   | 28 недеља касније               |         | Да        |            | Извршни продуцент |
| 2008   | Милионер са улице               | Да      |           |            |                   |
| 2008   | Љубавни троугао ванземаљаца     | Да      |           |            | Кратак филм       |
| 2010   | 127 сати                        | Да      | Да        | Да         | [ 6 ]             |
| 2013   | Транс                           | Да      | Да        |            |                   |
| 2015   | Стив Џобс                       | Да      | Да        |            |                   |
| 2017   | Трејнспотинг 2                  | Да      | Да        |            |                   |
| 2017   | Борба полова                    |         | Да        |            |                   |
| 2019   | Јуче                            | Да      |           |            |                   |
| 2025   | 28 година касније               | Да      | Да        | Да         |                   |
| 2026   | 28 година касније: Храм костију |         | Да        | Да         |                   |

### Телевизија
| Година    | Серија/Емисија                                                      | Редитељ | Продуцент | Сценариста | Белешке          |
| --------- | ------------------------------------------------------------------- | ------- | --------- | ---------- | ---------------- |
| 1987      | The Rockingham Shoot                                                |         | Да        |            | ТВ филм          |
| 1987      | Скаут                                                               | Да      |           |            | ТВ филм          |
| 1987      | The Venus de Milo Instead                                           | Да      |           |            | ТВ филм          |
| 1989      | Слон                                                                |         | Да        |            | ТВ филм          |
| 1989      | Мајмуни                                                             | Да      | Да        |            | ТВ филм          |
| 1989      | Ноћна стража                                                        | Да      | Да        |            | ТВ филм          |
| 1989–1993 | Сценарио                                                            | Да      |           |            | 3 епизоде        |
| 1990–1992 | Инспектор Морз                                                      | Да      |           |            | две епизоде      |
| 1991      | За веће добро                                                       | Да      |           |            | ТВ филм          |
| 1993      | Mr. Wroe's Virgins                                                  | Да      |           |            | 3 епизоде        |
| 2001      | Strumpet                                                            | Да      |           |            | ТВ филм          |
| 2001      | Усисавати потпуно го у Рају                                         | Да      |           |            | ТВ филм          |
| 2012      | Церемонија отварања Летњих Олимпијских игара у Лондону 2012. године | Да      |           | Да         |                  |
| 2014      | Вавилон                                                             | Да      | Да        |            | Епизода: Пилот   |
| 2017      | Alternativity                                                       | Да      |           |            | Представа Банкси |
| 2018      | Поверење                                                            | Да      | Да        |            | 3 епизоде        |